# Torneo Finalización 2006 (Colombia)
El Torneo Finalización 2006 fue la sexagésima cuarta edición de la Categoría Primera A de fútbol profesional colombiano, siendo el segundo torneo de la temporada 2006. Comenzó el sábado 15 de julio y finalizó el miércoles 20 de diciembre.

## Sistema de juego
En la primera etapa se juegan 18 fechas bajo el sistema de todos contra todos, al término de los cuales los ocho primeros clasificados avanzan a los cuadrangulares semifinales. Allí los ocho equipos se dividen en dos grupos (A, pares y B impares). Se enfrentan luego los 4 mejores de ambos grupos en semifinales para luego disputar la final. Los ganadores de cada grupo se enfrentan en diciembre para decidir al campeón del torneo, que obtendrá un cupo en la fase de grupos de la Copa Libertadores 2007.

## Datos de los clubes
| Equipo                 | Ciudad          | Estadio                        | Aforo  |
| ---------------------- | --------------- | ------------------------------ | ------ |
| América de Cali        | Cali            | Olímpico Pascual Guerrero      | 45.195 |
| Atlético Bucaramanga   | Barrancabermeja | Daniel Villa Zapata            | 10.400 |
| Atlético Huila         | Neiva           | Guillermo Plazas Alcid         | 27.000 |
| Atlético Nacional      | Medellín        | Atanasio Girardot              | 53.000 |
| Boyacá Chicó           | Tunja           | La Independencia               | 6.000  |
| Cúcuta Deportivo       | Cúcuta          | General Santander              | 38.000 |
| Deportes Quindío       | Armenia         | Centenario                     | 29.000 |
| Deportes Tolima        | Ibagué          | Manuel Murillo Toro            | 25.000 |
| Deportivo Cali         | Cali            | Olímpico Pascual Guerrero      | 45.195 |
| Deportivo Pasto        | Pasto           | Departamental Libertad         | 19.700 |
| Deportivo Pereira      | Pereira         | Hernán Ramírez Villegas        | 30.313 |
| Envigado F. C.         | Envigado        | Polideportivo Sur              | 12.000 |
| Independiente Medellín | Medellín        | Atanasio Girardot              | 53.000 |
| Junior                 | Barranquilla    | Metropolitano Roberto Meléndez | 60.000 |
| Millonarios            | Bogotá          | Nemesio Camacho El Campín      | 46.018 |
| Once Caldas            | Manizales       | Palogrande                     | 42.553 |
| Real Cartagena         | Cartagena       | Pedro de Heredia               | 25.000 |
| Independiente Santa Fe | Bogotá          | Nemesio Camacho El Campín      | 46.018 |

## Todos contra todos

### Clasificación
- Tabla de posiciones hasta el 12 de noviembre de 2006.[1]

| Pos | Equipo                 | Pts | PJ | PG | PE | PP | GF | GC | Dif |
| --- | ---------------------- | --- | -- | -- | -- | -- | -- | -- | --- |
| 1.  | Deportes Tolima        | 34  | 18 | 10 | 4  | 4  | 31 | 19 | 12  |
| 2.  | Independiente Medellín | 32  | 18 | 10 | 2  | 6  | 29 | 22 | 7   |
| 3.  | Boyacá Chicó           | 32  | 18 | 10 | 2  | 6  | 22 | 15 | 7   |
| 4.  | Atlético Huila         | 31  | 18 | 9  | 4  | 5  | 25 | 17 | 8   |
| 5.  | Atlético Nacional      | 31  | 18 | 9  | 4  | 5  | 20 | 15 | 5   |
| 6.  | Cúcuta Deportivo       | 31  | 18 | 9  | 4  | 5  | 22 | 18 | 4   |
| 7.  | Deportivo Pasto        | 30  | 18 | 9  | 3  | 6  | 23 | 15 | 8   |
| 8.  | Millonarios            | 27  | 18 | 8  | 3  | 7  | 23 | 19 | 4   |
| 9.  | Deportes Quindío       | 27  | 18 | 8  | 3  | 7  | 24 | 25 | -1  |
| 10. | Deportivo Cali         | 25  | 18 | 6  | 7  | 5  | 23 | 21 | 2   |
| 11. | Real Cartagena         | 25  | 18 | 7  | 4  | 7  | 17 | 17 | 0   |
| 12. | Independiente Santa Fe | 24  | 18 | 6  | 6  | 6  | 34 | 30 | 4   |
| 13. | Deportivo Pereira      | 22  | 18 | 6  | 4  | 8  | 23 | 24 | -1  |
| 14. | Junior                 | 20  | 18 | 5  | 5  | 8  | 19 | 29 | -10 |
| 15. | Once Caldas            | 19  | 18 | 5  | 4  | 9  | 23 | 31 | -8  |
| 16. | Atlético Bucaramanga   | 16  | 18 | 4  | 4  | 10 | 22 | 32 | -10 |
| 17. | América de Cali        | 13  | 18 | 3  | 4  | 11 | 20 | 33 | -13 |
| 18. | Envigado F. C.         | 12  | 18 | 3  | 3  | 12 | 14 | 32 | -18 |

 Pts=Puntos; PJ=Partidos jugados; G=Partidos ganados; E=Partidos empatados; P=Partidos perdidos; GF=Goles a favor; GC=Goles en contra; DIF=Diferencia de gol
|  | Clasificado para los cuadrangulares semifinales. |
|  | Eliminado                                        |
|  | Descendido a la Categoría Primera B              |

### Resultados
| Fecha 1 - 16 de julio de 2006 | Fecha 1 - 16 de julio de 2006 | Fecha 1 - 16 de julio de 2006 |
| Equipo Local                  | Resultado                     | Equipo Visitante              |
| ----------------------------- | ----------------------------- | ----------------------------- |
| Atlético Nacional             | 2 - 1                         | Cúcuta                        |
| Millonarios                   | 1 - 1                         | Huila                         |
| Pereira                       | 2 - 1                         | Pasto                         |
| Bucaramanga                   | 0 - 2                         | Medellín                      |
| Deportivo Cali                | 2 - 1                         | América de Cali               |
| Envigado                      | 1 - 3                         | Junior                        |
| Boyacá Chicó                  | 3 - 0                         | Once Caldas                   |
| Tolima                        | 2 - 0                         | Santa Fe                      |
| Cartagena                     | 1 - 2                         | Quindío                       |

| Fecha 2 - 23 de julio de 2006 | Fecha 2 - 23 de julio de 2006 | Fecha 2 - 23 de julio de 2006 |
| Equipo Local                  | Resultado                     | Equipo Visitante              |
| ----------------------------- | ----------------------------- | ----------------------------- |
| Santa Fe                      | 1 - 1                         | Boyacá Chicó                  |
| Huila                         | 3 - 2                         | Tolima                        |
| Once Caldas                   | 1 - 0                         | Envigado                      |
| Junior                        | 2 - 1                         | Atlético Nacional             |
| Cúcuta                        | 1 - 1                         | Deportivo Cali                |
| América de Cali               | 1 - 2                         | Bucaramanga                   |
| Medellín                      | 1 - 0                         | Cartagena                     |
| Quindío                       | 2 - 0                         | Pereira                       |
| Pasto                         | 1 - 0                         | Millonarios                   |

| Fecha 3 - 30 de julio de 2006 | Fecha 3 - 30 de julio de 2006 | Fecha 3 - 30 de julio de 2006 |
| Equipo Local                  | Resultado                     | Equipo Visitante              |
| ----------------------------- | ----------------------------- | ----------------------------- |
| Deportivo Cali                | 0 - 0                         | Junior                        |
| Huila                         | 1 - 0                         | Pasto                         |
| Millonarios                   | 1 - 0                         | Quindío                       |
| Pereira                       | 3 - 1                         | Medellín                      |
| Bucaramanga                   | 0 - 1                         | Cúcuta                        |
| Atlético Nacional             | 3 - 1                         | Once Caldas                   |
| Envigado                      | 0 - 0                         | Santa Fe                      |
| Boyacá Chicó                  | 0 - 1                         | Tolima                        |
| Cartagena                     | 2 - 1                         | América de Cali               |

| Fecha 4 - 6 de agosto de 2006 | Fecha 4 - 6 de agosto de 2006 | Fecha 4 - 6 de agosto de 2006 |
| Equipo Local                  | Resultado                     | Equipo Visitante              |
| ----------------------------- | ----------------------------- | ----------------------------- |
| Santa Fe                      | 4 - 0                         | Atlético Nacional             |
| Boyacá Chicó                  | 1 - 0                         | Huila                         |
| Tolima                        | 1 - 0                         | Envigado                      |
| Once Caldas                   | 0 - 2                         | Deportivo Cali                |
| Junior                        | 2 - 2                         | Bucaramanga                   |
| Cúcuta                        | 1 - 1                         | Cartagena                     |
| América de Cali               | 0 - 2                         | Pereira                       |
| Medellín                      | 1 - 0                         | Millonarios                   |
| Quindío                       | 2 - 1                         | Pasto                         |

| Fecha 5 - 13 de agosto de 2006 | Fecha 5 - 13 de agosto de 2006 | Fecha 5 - 13 de agosto de 2006 |
| Equipo Local                   | Resultado                      | Equipo Visitante               |
| ------------------------------ | ------------------------------ | ------------------------------ |
| Nacional                       | 1 - 1                          | Tolima                         |
| Huila                          | 4 - 1                          | Quindío                        |
| Pasto                          | 3 - 0                          | Medellín                       |
| Millonarios                    | 1 - 0                          | América de Cali                |
| Pereira                        | 0 - 1                          | Cúcuta                         |
| Cartagena                      | 1 - 0                          | Junior                         |
| Bucaramanga                    | 2 - 0                          | Once Caldas                    |
| Deportivo Cali                 | 3 - 2                          | Santa Fe                       |
| Envigado                       | 1 - 2                          | Boyacá Chicó                   |

| Fecha 6 - 20 de agosto de 2006 | Fecha 6 - 20 de agosto de 2006 | Fecha 6 - 20 de agosto de 2006 |
| Equipo Local                   | Resultado                      | Equipo Visitante               |
| ------------------------------ | ------------------------------ | ------------------------------ |
| Tolima                         | 1 - 1                          | Deportivo Cali                 |
| Envigado                       | 2 - 0                          | Huila                          |
| Boyacá Chicó                   | 0 - 1                          | Atlético Nacional              |
| Santa Fe                       | 4 - 2                          | Bucaramanga                    |
| Once Caldas                    | 1 - 1                          | Cartagena                      |
| Junior                         | 1 - 1                          | Pereira                        |
| Cúcuta                         | 2 - 1                          | Millonarios                    |
| América de Cali                | 1 - 1                          | Pasto                          |
| Medellín                       | 2 - 0                          | Quindío                        |

| Fecha 7 - 27 de agosto de 2006 | Fecha 7 - 27 de agosto de 2006 | Fecha 7 - 27 de agosto de 2006 |
| Equipo Local                   | Resultado                      | Equipo Visitante               |
| ------------------------------ | ------------------------------ | ------------------------------ |
| Deportivo Cali                 | 1 - 3                          | Boyacá Chicó                   |
| Huila                          | 1 - 1                          | Medellín                       |
| Quindío                        | 2 - 2                          | América de Cali                |
| Pasto                          | 2 - 1                          | Cúcuta                         |
| Millonarios                    | 3 - 1                          | Junior                         |
| Pereira                        | 0 - 0                          | Once Caldas                    |
| Cartagena                      | 1 - 0                          | Santa Fe                       |
| Bucaramanga                    | 1 - 1                          | Tolima                         |
| Atlético Nacional              | 0 - 0                          | Envigado                       |

| Fecha 8 - 3 de septiembre de 2006 | Fecha 8 - 3 de septiembre de 2006 | Fecha 8 - 3 de septiembre de 2006 |
| Equipo Local                      | Resultado                         | Equipo Visitante                  |
| --------------------------------- | --------------------------------- | --------------------------------- |
| Once Caldas                       | 2 - 2                             | Millonarios                       |
| Atlético Nacional                 | 1 - 0                             | Huila                             |
| Envigado                          | 0 - 3                             | Deportivo Cali                    |
| Boyacá Chicó                      | 2 - 1                             | Bucaramanga                       |
| Tolima                            | 4 - 1                             | Cartagena                         |
| Santa Fe                          | 1 - 4                             | Pereira                           |
| Junior                            | 1 - 0                             | Pasto                             |
| Cúcuta                            | 3 - 0                             | Quindío                           |
| América de Cali                   | 3 - 2                             | Medellín                          |

| Fecha 9 - 10 de septiembre de 2006 | Fecha 9 - 10 de septiembre de 2006 | Fecha 9 - 10 de septiembre de 2006 |
| Equipo Local                       | Resultado                          | Equipo Visitante                   |
| ---------------------------------- | ---------------------------------- | ---------------------------------- |
| América de Cali                    | 1 - 3                              | Deportivo Cali                     |
| Pasto                              | 1 - 0                              | Boyacá Chicó                       |
| Quindío                            | 1 - 0                              | Envigado                           |
| Medellín                           | 0 - 1                              | Atlético Nacional                  |
| Cúcuta                             | 3 - 2                              | Bucaramanga                        |
| Junior                             | 2 - 1                              | Cartagena                          |
| Once Caldas                        | 1 - 0                              | Pereira                            |
| Santa Fe                           | 3 - 2                              | Millonarios                        |
| Tolima                             | 3 - 2                              | Huila                              |

| Fecha 10 - 17 de septiembre de 2006 | Fecha 10 - 17 de septiembre de 2006 | Fecha 10 - 17 de septiembre de 2006 |
| Equipo Local                        | Resultado                           | Equipo Visitante                    |
| ----------------------------------- | ----------------------------------- | ----------------------------------- |
| Millonarios                         | 2 - 2                               | Santa Fe                            |
| Huila                               | 2 - 0                               | América de Cali                     |
| Medellín                            | 2 - 0                               | Cúcuta                              |
| Quindío                             | 3 - 0                               | Junior                              |
| Pasto                               | 2 - 1                               | Once Caldas                         |
| Pereira                             | 1 - 2                               | Tolima                              |
| Cartagena                           | 1 - 1                               | Boyacá Chicó                        |
| Bucaramanga                         | 3 - 1                               | Envigado                            |
| Deportivo Cali                      | 1 - 1                               | Atlético Nacional                   |

| Fecha 11 - 24 de septiembre de 2006 | Fecha 11 - 24 de septiembre de 2006 | Fecha 11 - 24 de septiembre de 2006 |
| Equipo Local                        | Resultado                           | Equipo Visitante                    |
| ----------------------------------- | ----------------------------------- | ----------------------------------- |
| Atlético Nacional                   | 3 - 0                               | Bucaramanga                         |
| Deportivo Cali                      | 0 - 0                               | Huila                               |
| Envigado                            | 1 - 0                               | Cartagena                           |
| Boyacá Chicó                        | 3 - 0                               | Pereira                             |
| Tolima                              | 1 - 0                               | Millonarios                         |
| Santa Fe                            | 0 - 1                               | Pasto                               |
| Once Caldas                         | 3 - 2                               | Quindío                             |
| Junior                              | 2 - 2                               | Medellín                            |
| Cúcuta                              | 2 - 0                               | América de Cali                     |

| Fecha 12 - 1 de octubre de 2006 | Fecha 12 - 1 de octubre de 2006 | Fecha 12 - 1 de octubre de 2006 |
| Equipo Local                    | Resultado                       | Equipo Visitante                |
| ------------------------------- | ------------------------------- | ------------------------------- |
| Medellín                        | 3 - 2                           | Once Caldas                     |
| Huila                           | 1 - 1                           | Cúcuta                          |
| América de Cali                 | 1 - 0                           | Junior                          |
| Quindío                         | 1 - 1                           | Santa Fe                        |
| Pasto                           | 1 - 0                           | Tolima                          |
| Millonarios                     | 2 - 1                           | Boyacá Chicó                    |
| Pereira                         | 2 - 3                           | Envigado                        |
| Cartagena                       | 0 - 1                           | Atlético Nacional               |
| Bucaramanga                     | 2 - 2                           | Deportivo Cali                  |

| Fecha 13 - 8 de octubre de 2006 | Fecha 13 - 8 de octubre de 2006 | Fecha 13 - 8 de octubre de 2006 |
| Equipo Local                    | Resultado                       | Equipo Visitante                |
| ------------------------------- | ------------------------------- | ------------------------------- |
| Junior                          | 0 - 1                           | Cúcuta                          |
| Bucaramanga                     | 1 - 0                           | Huila                           |
| Deportivo Cali                  | 1 - 2                           | Cartagena                       |
| Atlético Nacional               | 2 - 0                           | Pereira                         |
| Envigado                        | 0 - 1                           | Millonarios                     |
| Boyacá Chicó                    | 1 - 0                           | Pasto                           |
| Tolima                          | 2 - 0                           | Quindío                         |
| Santa Fe                        | 3 - 2                           | Medellín                        |
| Once Caldas                     | 4 - 1                           | América de Cali                 |

| Fecha 14 - 15 de octubre de 2006 | Fecha 14 - 15 de octubre de 2006 | Fecha 14 - 15 de octubre de 2006 |
| Equipo Local                     | Resultado                        | Equipo Visitante                 |
| -------------------------------- | -------------------------------- | -------------------------------- |
| Millonarios                      | 2 - 0                            | Atlético Nacional                |
| Huila                            | 3 - 0                            | Junior                           |
| Cúcuta                           | 1 - 1                            | Once Caldas                      |
| América de Cali                  | 2 - 2                            | Santa Fe                         |
| Medellín                         | 4 - 1                            | Tolima                           |
| Quindío                          | 3 - 1                            | Boyacá Chicó                     |
| Pasto                            | 5 - 0                            | Envigado                         |
| Pereira                          | 2 - 0                            | Deportivo Cali                   |
| Cartagena                        | 2 - 0                            | Bucaramanga                      |

| Fecha 15 - 22 de octubre de 2006 | Fecha 15 - 22 de octubre de 2006 | Fecha 15 - 22 de octubre de 2006 |
| Equipo Local                     | Resultado                        | Equipo Visitante                 |
| -------------------------------- | -------------------------------- | -------------------------------- |
| Santa Fe                         | 4 - 1                            | Cúcuta                           |
| Cartagena                        | 0 - 1                            | Huila                            |
| Bucaramanga                      | 3 - 3                            | Pereira                          |
| Deportivo Cali                   | 0 - 1                            | Millonarios                      |
| Atlético Nacional                | 1 - 1                            | Pasto                            |
| Envigado                         | 3 - 3                            | Quindío                          |
| Boyacá Chicó                     | 1 - 0                            | Medellín                         |
| Tolima                           | 2 - 2                            | América de Cali                  |
| Once Caldas                      | 2 - 0                            | Junior                           |

| Fecha 16 - 29 de octubre de 2006 | Fecha 16 - 29 de octubre de 2006 | Fecha 16 - 29 de octubre de 2006 |
| Equipo Local                     | Resultado                        | Equipo Visitante                 |
| -------------------------------- | -------------------------------- | -------------------------------- |
| Millonarios                      | 2 - 0                            | Bucaramanga                      |
| Huila                            | 3 - 2                            | Once Caldas                      |
| Junior                           | 3 - 3                            | Santa Fe                         |
| Cúcuta                           | 1 - 0                            | Tolima                           |
| América de Cali                  | 0 - 1                            | Boyacá Chicó                     |
| Medellín                         | 2 - 1                            | Envigado                         |
| Quindío                          | 1 - 0                            | Atlético Nacional                |
| Pasto                            | 1 - 1                            | Deportivo Cali                   |
| Pereira                          | 0 - 0                            | Cartagena                        |

| Fecha 17 - 5 de noviembre de 2006 | Fecha 17 - 5 de noviembre de 2006 | Fecha 17 - 5 de noviembre de 2006 |
| Equipo Local                      | Resultado                         | Equipo Visitante                  |
| --------------------------------- | --------------------------------- | --------------------------------- |
| Deportivo Cali                    | 1 - 0                             | Quindío                           |
| Pereira                           | 0 - 1                             | Huila                             |
| Cartagena                         | 1 - 0                             | Millonarios                       |
| Bucaramanga                       | 1 - 2                             | Pasto                             |
| Atlético Nacional                 | 0 - 1                             | Medellín                          |
| Envigado                          | 1 - 4                             | América de Cali                   |
| Boyacá Chicó                      | 1 - 0                             | Cúcuta                            |
| Tolima                            | 4 - 0                             | Junior                            |
| Santa Fe                          | 3 - 1                             | Once Caldas                       |

| Fecha 18 - 12 de noviembre de 2006 | Fecha 18 - 12 de noviembre de 2006 | Fecha 18 - 12 de noviembre de 2006 |
| Equipo Local                       | Resultado                          | Equipo Visitante                   |
| ---------------------------------- | ---------------------------------- | ---------------------------------- |
| Huila                              | 2 - 1                              | Santa Fe                           |
| Once Caldas                        | 1 - 3                              | Tolima                             |
| Junior                             | 2 - 0                              | Boyacá Chicó                       |
| Cúcuta                             | 1 - 0                              | Envigado                           |
| América de Cali                    | 0 - 2                              | Atlético Nacional                  |
| Quindío                            | 1 - 0                              | Bucaramanga                        |
| Medellín                           | 3 - 1                              | Deportivo Cali                     |
| Pasto                              | 0 - 2                              | Cartagena                          |
| Millonarios                        | 2 - 3                              | Pereira                            |

## Cuadrangulares semifinales
La segunda fase del Torneo Finalización 2006 consistió en los cuadrangulares semifinales. Estos los disputaron los ocho mejores equipos del torneo distribuidos en dos grupos de cuatro equipos divididos en pares e impares. Los ganadores de cada grupo se enfrentaron en la gran final para definir al campeón.

### Grupo A
| R   | Pos | Equipo            | Pts | PJ | PG | PE | PP | GF | GC | Dif |
| --- | --- | ----------------- | --- | -- | -- | -- | -- | -- | -- | --- |
| (1) | 1.  | Deportes Tolima   | 12  | 6  | 4  | 0  | 2  | 10 | 5  | 5   |
| (5) | 2.  | Atlético Nacional | 8   | 6  | 2  | 2  | 2  | 6  | 5  | 1   |
| (7) | 3.  | Deportivo Pasto   | 8   | 6  | 2  | 2  | 2  | 8  | 11 | -3  |
| (3) | 4.  | Boyacá Chicó      | 5   | 6  | 1  | 2  | 3  | 7  | 10 | -3  |

 R=Clasificación en la fase de todos contra todos; Pts=Puntos; PJ=Partidos jugados; G=Partidos ganados; E=Partidos empatados; P=Partidos perdidos; GF=Goles a favor; GC=Goles en contra; DIF=Diferencia de gol
| Fecha 1 - 19 de noviembre de 2006 | Fecha 1 - 19 de noviembre de 2006 | Fecha 1 - 19 de noviembre de 2006 |
| Equipo Local                      | Resultado                         | Equipo Visitante                  |
| --------------------------------- | --------------------------------- | --------------------------------- |
| Atlético Nacional                 | 2 - 1                             | Pasto                             |
| Boyacá Chicó                      | 2 - 0                             | Tolima                            |

| Fecha 2 - 26 de noviembre de 2006 | Fecha 2 - 26 de noviembre de 2006 | Fecha 2 - 26 de noviembre de 2006 |
| Equipo Local                      | Resultado                         | Equipo Visitante                  |
| --------------------------------- | --------------------------------- | --------------------------------- |
| Pasto                             | 1 - 1                             | Boyacá Chicó                      |
| Tolima                            | 1 - 0                             | Atlético Nacional                 |

| Fecha 3 - 3 de diciembre de 2006 | Fecha 3 - 3 de diciembre de 2006 | Fecha 3 - 3 de diciembre de 2006 |
| Equipo Local                     | Resultado                        | Equipo Visitante                 |
| -------------------------------- | -------------------------------- | -------------------------------- |
| Pasto                            | 2 - 1                            | Tolima                           |
| Atlético Nacional                | 2 - 0                            | Boyacá Chicó                     |

| Fecha 4 - 6 de diciembre de 2006 | Fecha 4 - 6 de diciembre de 2006 | Fecha 4 - 6 de diciembre de 2006 |
| Equipo Local                     | Resultado                        | Equipo Visitante                 |
| -------------------------------- | -------------------------------- | -------------------------------- |
| Tolima                           | 4 - 0                            | Pasto                            |
| Boyacá Chicó                     | 1 - 1                            | Atlético Nacional                |

| Fecha 5 - 10 de diciembre de 2006 | Fecha 5 - 10 de diciembre de 2006 | Fecha 5 - 10 de diciembre de 2006 |
| Equipo Local                      | Resultado                         | Equipo Visitante                  |
| --------------------------------- | --------------------------------- | --------------------------------- |
| Boyacá Chicó                      | 3 - 4                             | Pasto                             |
| Atlético Nacional                 | 1 - 2                             | Tolima                            |

| Fecha 6 - 13 de diciembre de 2006 | Fecha 6 - 13 de diciembre de 2006 | Fecha 6 - 13 de diciembre de 2006 |
| Equipo Local                      | Resultado                         | Equipo Visitante                  |
| --------------------------------- | --------------------------------- | --------------------------------- |
| Pasto                             | 0 - 0                             | Atlético Nacional                 |
| Tolima                            | 2 - 0                             | Boyacá Chicó                      |

### Grupo B
| R   | Pos | Equipo                 | Pts | PJ | PG | PE | PP | GF | GC | Dif |
| --- | --- | ---------------------- | --- | -- | -- | -- | -- | -- | -- | --- |
| (6) | 1.  | Cúcuta Deportivo       | 10  | 6  | 3  | 1  | 2  | 6  | 4  | 2   |
| (2) | 2.  | Independiente Medellín | 9   | 6  | 3  | 0  | 3  | 12 | 7  | 5   |
| (8) | 3.  | Millonarios            | 9   | 6  | 3  | 0  | 3  | 6  | 10 | -4  |
| (4) | 4.  | Atlético Huila         | 7   | 6  | 2  | 1  | 3  | 7  | 10 | -3  |

 R=Clasificación en la fase de todos contra todos; Pts=Puntos; PJ=Partidos jugados; G=Partidos ganados; E=Partidos empatados; P=Partidos perdidos; GF=Goles a favor; GC=Goles en contra; DIF=Diferencia de gol
| Fecha 1 - 19 de noviembre de 2006 | Fecha 1 - 19 de noviembre de 2006 | Fecha 1 - 19 de noviembre de 2006 |
| Equipo Local                      | Resultado                         | Equipo Visitante                  |
| --------------------------------- | --------------------------------- | --------------------------------- |
| Huila                             | 0 - 1                             | Cúcuta                            |
| Millonarios                       | 1 - 0                             | Medellín                          |

| Fecha 2 - 26 de noviembre de 2006 | Fecha 2 - 26 de noviembre de 2006 | Fecha 2 - 26 de noviembre de 2006 |
| Equipo Local                      | Resultado                         | Equipo Visitante                  |
| --------------------------------- | --------------------------------- | --------------------------------- |
| Cúcuta                            | 2 - 0                             | Millonarios                       |
| Medellín                          | 3 - 0                             | Huila                             |

| Fecha 3 - 3 de diciembre de 2006 | Fecha 3 - 3 de diciembre de 2006 | Fecha 3 - 3 de diciembre de 2006 |
| Equipo Local                     | Resultado                        | Equipo Visitante                 |
| -------------------------------- | -------------------------------- | -------------------------------- |
| Cúcuta                           | 2 - 1                            | Medellín                         |
| Huila                            | 3 - 2                            | Millonarios                      |

| Fecha 4 - 6 de diciembre de 2006 | Fecha 4 - 6 de diciembre de 2006 | Fecha 4 - 6 de diciembre de 2006 |
| Equipo Local                     | Resultado                        | Equipo Visitante                 |
| -------------------------------- | -------------------------------- | -------------------------------- |
| Medellín                         | 2 - 1                            | Cúcuta                           |
| Millonarios                      | 2 - 1                            | Huila                            |

| Fecha 5 - 10 de diciembre de 2006 | Fecha 5 - 10 de diciembre de 2006 | Fecha 5 - 10 de diciembre de 2006 |
| Equipo Local                      | Resultado                         | Equipo Visitante                  |
| --------------------------------- | --------------------------------- | --------------------------------- |
| Millonarios                       | 1 - 0                             | Cúcuta                            |
| Huila                             | 3 - 2                             | Medellín                          |

| Fecha 6 - 13 de diciembre de 2006 | Fecha 6 - 13 de diciembre de 2006 | Fecha 6 - 13 de diciembre de 2006 |
| Equipo Local                      | Resultado                         | Equipo Visitante                  |
| --------------------------------- | --------------------------------- | --------------------------------- |
| Cúcuta                            | 0 - 0                             | Huila                             |
| Medellín                          | 4 - 0                             | Millonarios                       |

## Final
| Fecha                                                   | Ciudad | Equipo local     | Resultado | Equipo visitante |
| ------------------------------------------------------- | ------ | ---------------- | --------- | ---------------- |
| 17 de diciembre                                         | Cúcuta | Cúcuta Deportivo | 1 - 0     | Deportes Tolima  |
| 20 de diciembre                                         | Ibagué | Deportes Tolima  | 1 - 1     | Cúcuta Deportivo |
| Cúcuta Deportivo es campeón por marcador global de 2-1. |        |                  |           |                  |

|                                      |
| Bandera de Colombia                  |
| Campeón Cúcuta Deportivo 1.er título |

## Goleadores
| Jugador             | Equipo                 | Goles |
| ------------------- | ---------------------- | ----- |
| Diego Álvarez       | Independiente Medellín | 11    |
| John Charria        | Deportes Tolima        | 11    |
| Orlando Ballesteros | Millonarios            | 10    |
| Blas Pérez          | Cúcuta Deportivo       | 9     |
| Jersson González    | Boyacá Chicó           | 8     |

## Cambios de categoría
| Ascendido a la Primera A | Descendido a la Primera B |
| ------------------------ | ------------------------- |
| La Equidad               | Envigado F. C.            |